# More Than a Feeling
"More Than a Feeling" är en rocklåt av Boston. Den släpptes i september 1976 på singel och är en av bandets mest kända låtar. Låten ligger även som spår nr:1 på det självbetitlade debutalbumet Boston.
När Kurt Cobain första gången spelade "Smells Like Teen Spirit" för de övriga medlemmarna i Nirvana skrattade de åt låten eftersom dess klichéartade riff var så likt "More Than A Feeling".

## Listplaceringar
| Lista (1976-1977) | Position                       |
| ----------------- | ------------------------------ |
| Australien        | 11 (Kent Music Report)         |
| Danmark           | 10 (DR "Tipparaden")           |
| Finland           | 28                             |
| Kanada            | 4 (RPM)                        |
| Nederländerna     | 13                             |
| Nya Zeeland       | 15                             |
| Schweiz           | 9                              |
| Storbritannien    | 22 (UK Singles Chart)          |
| Sverige           | "Veckans Smash Hit" i Poporama |
| USA               | 5 (Billboard Hot 100)          |
| Västtyskland      | 15                             |